# Ricardo Dabrowski
Ricardo Mariano Dabrowski (ur. 28 marca 1961) – argentyński piłkarz polskiego pochodzenia, który grał w Argentynie, Meksyku i Chile.
W Argentynie grał w takich klubach jak Temperley, Huracán i Platense, następnie przeszedł do chilijskiego CSD Colo-Colo z którym zdobył Copa Libertadores w 1991 roku był także najlepszym zawodnikiem tamtego turnieju. Dabrowski zdobył trzy mistrzostwa z CSD Colo-Colo w 1989, 1990 i 1991.
Po przejściu na emeryturę Dabrowski zajął się trenowaniem takich drużyn jak Palestino, Santiago Wanderers i CSD Colo-Colo.